# Pulau Langsat
Pulau Langsat – wyspa rzeczna na Borneo na rzece Sungai Temburong w dystrykcie Temburong w Brunei.
Wyspa ma powierzchnię 2 ha i jest wykorzystywana pod uprawę drzew owocowych słodliwki pospolitej. Leży w pobliżu wiosek Sibut i Sumbiling Baru.